# أم لصيفات
أم لصيفات، قرية من قرى محافظة العيص، والتابعة لمنطقة المدينة المنورة في السعودية.